# 赫克特佩克區
赫克特佩克區（西班牙語：Distrito de Jequetepeque），是秘魯的一個區，位於該國西北部拉利伯塔德大區的帕卡斯馬約省，始建於1835年6月21日，面積50.98平方公里，海拔高度20米，2005年人口3,338，人口密度每平方公里65人。
7°25′00″S 79°30′00″W / 7.4167°S 79.5000°W